# Otwock (Głowno)
Otwock – południowo-wschodnia część miasta Głowna obejmująca swym zasięgiem tereny nad Brzuśnią wzdłuż ulicy Stanisława Wyspiańskiego.